# Dżunajd
Dżunajd (arab. لجنيد) (właściwie Abu al-Kasim Ibn Muhammad Ibn al-Chazzaz al-Dżunajd) (ur. ok. 830 w Nihawandzie, zm. 910 w Bagdadzie) – sufi pochodzenia perskiego, do którego odwołują się wszystkie późniejsze łańcuchy transmisji doktryny i legitymacji w sufizmie.
Dżunajd był Persem urodzonym w Nihawandzie, jednak niemal całe życie spędził w Bagdadzie. Był starannie wykształcony zarówno w teologii, jak i prawie. Tego ostatniego uczył go Abu Saura al-Kalbi, natomiast w sufizm wprowadził go jego wuj, Sari as-Sakati, oraz kilku innych mistrzów, w tym Haris al-Muhasibi. Poza tym Dżunajd wielkim szacunkiem darzył Al-Bistamiego. Był także być może pierwszym sufim, który wprost wyraził swoje zadłużenie w stosunku do Alego, jeśli chodzi o mistyczną wiedzę, jego zdaniem ten bowiem posiadał zarówno wiedzę egzoteryczną (ʿilm) jak i ezoteryczną (h.ikma).
Dżunajd bronił zasady „trzeźwości” (ṣabr) w przeciwstawieniu do „upojenia” (sukr), osiąganego w stanie mistycznej ekstazy. Według niego upojenie jest czymś złym, ponieważ niszczy normalny stan mistyka i prowadzi do utraty przez niego rozsądku i samokontroli. Ta obrona doktryny trzeźwości uczyniła z Dżunajda modelowy przykład sufiego, który był akceptowalny zarówno dla mistyków jak i teologów, i to z tego powodu Dżunajd bronił również szariatu. Według Al-Hudżwiriego nikt nie mógł mu nic zarzucić zarówno jeśli chodzi o jego zewnętrzne zachowanie (z.ahir), które było w pełni zgodne z szariatem, jak i jego wewnętrzny stan (bāṭin), który był w pełni zgodny z zasadami mistycyzmu. Zdaniem Dżunajda tylko ten może prawdziwie podążać mistyczną „ścieżką” (ṭarīqa) kto idzie nią z Koranem w prawej i Sunną w lewej ręce. Wolał on strój ulema od wełnianego stroju (xerqa) sufich, którego nie założył mimo ciągłych nalegań jego uczniów i innych ludzi. Według niego jedyną bezpieczną dla ludzi ścieżką jest ta wytyczona przez Mahometa, ponieważ prawdziwą i pewną wiedzą jest wiedza objawiona przez Boga w Koranie i ogłoszona przez Proroka, która została przez niego ucieleśniona w Sunnie.
Według Dżunajda tauhid polega na separacji tego, co wieczne, od tego co jest poczęte w czasie, ponieważ Bóg nie może być w żaden sposób ujęty przez kategorie właściwe dla naszej fenomenalnej egzystencji. Tauhid oznacza także, że człowiek posiada pewność, iż Bóg jest unikatowy w swej pozaczasowości i że nie ma niczego podobnego do niego, a ponadto iż nic i nikt nie może podjąć działań, które On i tylko On jest w stanie podjąć. Przy innej okazji Dżunajd miał powiedzieć, że jest to największa z pewności z którą wierzysz iż cała możność tak samo jak brak możności w rzeczach stworzonych jest aktem Boga.
U podstaw jego koncepcji dążenia do poznania Boga leży idea przymierza (mīt_āq – Koran 7:171), jakie człowiek zawarł z Bogiem. Dżunajd stworzył trzystopniową doktrynę poznania mistycznego. Najpierw należy oddzielić sprawy wieczne od przemijających (ifrād). Wtedy prawdziwy i autentycznie wierzący muzułmanin może stanąć twarzą w twarz z Bogiem, rozpłynąć się w nim, stać się niebytem. Następuje wówczas fanāʾ, „zniknięcie”, stan znany z teorii mistycznej Al-Bistamiego. Jednak u Dżunajda celem mistyka nie jest fana, ale odzyskanie w tym stanie wszystkich cech ludzkich, tyle że oczyszczonych i doskonałych. Jest to baqā baʿda âl-fanāʾ.
Atrybuty Boga zastępują własne atrybuty mistyka, a jego indywidualne istnienie znika, ale tylko na moment. Potem powraca on do własnej egzystencji i świata, nie zapominając jednak o chwili zbliżenia się do Boga. Dżunajd pisze: „Miłość Boga jest w swojej istocie rozświetleniem serca przez radość z powodu bliskości Ukochanego; a kiedy serce jest pełne promiennej radości, znajduje zadowolenie w tym, że pozostaje ze wspomnieniem Ukochanego [...], gdy samotności towarzyszy tajna rozmowa z Ukochanym, radość z tej rozmowy ogarnia rozum, który przestaje zajmować się tym światem i wszystkim, co w nim jest”. Według Dżunajda wysiłek poszukiwania prawdy w historii człowieka powinien być skierowany na wypełnienie przymierza zawartego przez człowieka w obecności Boga i powrót do stanu w którym znajdował się on przed urodzeniem.